# Liste des gouverneurs du Maine et du Perche
 (août 2021).
Cet article présente une liste des gouverneurs du Maine et du Perche de 1698 jusqu'à la fin du XVIIIe siècle.
| Début            | Fin              | Identité                                                                   |
| ---------------- | ---------------- | -------------------------------------------------------------------------- |
| 1698             | 1715             | Charles-Denis de Bullion, marquis de Fervacques.                           |
| 8 mai 1715       | 23 avril 1745    | Anne-Jacques de Bullion, marquis de Fervacques.                            |
| 5 mai 1745       | 1749             | Charles Paul Sigismond de Montmorency-Luxembourg, duc de Bouteville.       |
| 15 octobre 1749  | 1765             | Philippe-Antoine-Grabriel-Charles de La Tour du Pin, marquis de la Charce. |
| 23 novembre 1765 | 1785             | Raphaël-Lucien de Fayolle, comte de Mellet de Neufvic.                     |
| 12 août 1785     | 1er janvier 1791 | Pierre-Charles-Etienne Maignard, marquis de la Vaupalière.                 |